# Коршів (станція)
Ко́ршів — проміжна залізнична станція Івано-Франківської дирекції Львівської залізниці на неелектрифікованій лінії Коломия — Хриплин між станціями Годи-Турка (8 км) та Отиня (16,5 км). Розташована в селі Коршів Коломийського району Івано-Франківської області.

## Пасажирське сполучення
На станції Коршів зупиняються поїзди приміського сполучення Івано-Франківськ — Коломия.